# ناوتو ايتو
ناوتو ايتو (باليابانية: 伊藤直人؛ بالكانا: いとう　なおと) هو متزلج قفز ياباني، ولد في 15 أغسطس 1969 في سابورو في اليابان.

## وصلات خارجية
- ناوتو ايتو على موقع الاتحاد الدولي للتزلج (القفز التزلجي) (الإنجليزية)